# Strophurus ciliaris
Strophurus ciliaris är en ödleart som beskrevs av  George Albert Boulenger 1885. Strophurus ciliaris ingår i släktet Strophurus och familjen geckoödlor. IUCN kategoriserar arten globalt som livskraftig. Inga underarter finns listade i Catalogue of Life.